# District Oeroes-Martanovski
Het district Oeroes-Martanovski (Russisch: Урус-Мартановский район; [Oeroes-Martanovski rajon], Tsjetsjeens: Хьалха-Мартан кIошт; Ẋalxa-Martan khoşt) is een district (rajon) in het centrale deel van de Russische autonome republiek Tsjetsjenië. Het district grenst in het noorden en oosten aan het district Groznenski en Grozny, in het zuiden aan het district Sjatojski en in het westen aan het district Atsjchoj-Martanovski.
Het district heeft een oppervlakte van 649 km², waarvan 299,2 km² landbouwgrond. Het district had 101.163 inwoners bij de Russische volkstelling van 2002. In 2004 werd de bevolking geschat op 104.712, waaronder 34.502 kinderen. Het bestuurlijk centrum is Oeroes-Martan.